# Relation asymétrique
Pour les articles homonymes, voir Relation et Asymétrique.
En mathématiques, une relation (binaire, interne) R est dite asymétrique,,,,, si elle vérifie :
{\displaystyle xRy\Rightarrow (y{\cancel {R}}x),}
ou encore, si son graphe est disjoint de celui de sa relation réciproque.
L'asymétrie est parfois appelée « antisymétrie forte », par opposition à l'antisymétrie (usuelle, ou « faible »). En effet, une relation est asymétrique si et seulement si elle est à la fois antisymétrique et antiréflexive.

## Exemples
- les relations d'ordre strict, qui sont les relations transitives et asymétriques ;
- dans les entiers, la relation "est le successeur de" ;
- dans un ensemble de personnes, la relation « est enfant de »  : personne n'est enfant d'un de ses enfants.

Une relation ne peut pas être à la fois symétrique et asymétrique, sauf si son graphe est vide.

## Dénombrements
- Dans un ensemble à n éléments, il existe {\displaystyle 3^{\frac {n(n-1)}{2}}} relations asymétriques.

- Les relations d'ordre strict, qui sont en bijection avec les relations d'ordre, ne possèdent pas de formule de dénombrement "fermée" ; voir la suite A001035 de l'OEIS.
- Les relations d'ordre strict total sont en nombre {\displaystyle n!}.